# Jean-Pierre Thiollet
Pour les articles homonymes, voir Thiollet.
Jean-Pierre Thiollet, né le 9 décembre 1956 à Poitiers dans la Vienne, est un écrivain et journaliste français.

## Biographie

### Études
Après avoir été élève aux lycées René-Descartes et Marcelin-Berthelot de Châtellerault, Jean-Pierre Thiollet étudie en khâgne, au Lycée Camille-Guérin de Poitiers, puis au sein des universités de Paris I, Paris III et Paris IV,. En 1978, il est admis à Saint-Cyr (Coëtquidan). Il est diplômé « en droit, lettres, arts, histoire et anglais » («DES, maîtrise, licence...»).[pas clair]

### Carrière journalistique et littéraire
De 1980 à 1994, il fait partie du groupe Quotidien, présidé par Philippe Tesson. Il est rédacteur en chef au Quotidien de Paris de 1988 à 1994.
Durant les années 1980, il collabore également aux magazines La Vie française, Vogue Hommes, Paris Match, à L'Amateur d'Art, la revue de Michel Boutin, aux mensuels Théâtre Magazine, avec Paul Chambrillon comme directeur de la rédaction et le monégasque Michel Pastor comme éditeur, et École ouverte.
En 1995, avec l'éditeur Jean-Cyrille Godefroy et le publicitaire Patrice Gelobter, il lance un projet de « quotidien du dimanche ». Toujours en ce milieu des années 1990, il dirige la rédaction de Présidentielle Infos, collabore au quotidien Impact Médecin (groupe Bertelsmann) comme chef des actualités politiques et professionnelles, et à la parution de plusieurs livres d'économie et de management (La Dynamique du client - Vers une révolution des services de Richard C. Whiteley et Gérard Mulliez, L'Entreprise partagée ? - Une pratique différente des relations sociales, publiés chez Maxima-Laurent du Mesnil Éditeur). Il est également président du Cercle Victor Eresko et participe au lancement de la maison de haute-couture Shine H.
Au début des années 2000, il est directeur de collection chez Axiome éditions et secrétaire général de Mea Publications Limited,, société éditrice du magazine Ici Londres et du site Ici-londres.com, après avoir en 1999 collaboré à l'ouvrage Les noms de famille en Lorraine et coproduit une intégrale des études de Chopin (pianiste : Radoslav Kvapil).
En 2004, il est l'auteur de la préface de Willy, Colette et moi, de Sylvain Bonmariage (dans le cadre de la réédition de l'ouvrage).
En avril 2006, il représente avec Patrice Gelobter l'un des trois dossiers de reprise du quotidien France-Soir, devant le tribunal de commerce de Lille qui finalement choisit le plan de l'homme d'affaires Jean-Pierre Brunois et du journaliste Olivier Rey,.
De 2009 à 2012, il exerce des fonctions de rédaction en chef et de délégation du personnel à France-Soir,.

### Carrière politique
En mars 1982, afin notamment de dénoncer le projet de destruction du théâtre municipal de Châtellerault et de prôner la restauration de ce bâtiment édifié au milieu du XIXe siècle par l'architecte des Bâtiments du Roi Louis Renaudet et l'entrepreneur Michel Delage, il est candidat sans étiquette aux élections cantonales : il obtient près de 10 % des voix.
Entre 1982 et 1986, ses communications téléphoniques avec Jean-Edern Hallier font l'objet de nombreuses écoutes illégales (affaire des écoutes de l'Elysée),.
En décembre 2013, il s'étonne publiquement que « la municipalité de Poitiers ait pu ignorer que le concepteur du théâtre municipal de Poitiers n'est autre que l'architecte Édouard Lardillier », à la suite d'une décision de vente prise par le maire afin, dans le cadre d'une opération controversée de promotion immobilière, de reconvertir l'édifice en galerie marchande, bureaux et logements.
En octobre 2016, après avoir dédié un livre consacré à Jean-Edern Hallier « à la jeunesse originaire de la zone F de l'Euroland, victime d'une vieille classe politique criminelle de paix », il dénonce, dans une interview accordée à Causeur, le « crime français, commis par une classe politique dirigeante, qu'elle soit dite de gauche ou de droite ».
Le 1er mars 2017, il est l'initiateur du Cercle InterHallier.

### Autres actions et fonctions
À la fin des années 1980, Jean-Pierre Thiollet est vice-président de l'Association mondiale pour l'investissement immobilier et la construction (Amiic), siégeant rue du Rhône à Genève (organisation dissoute en 1997), et anime plusieurs colloques internationaux à Bruxelles, Genève, Paris, Marbella.
Il est  membre du GHAMU fondé par le professeur des universités et historien d'art et d'architecture Daniel Rabreau.
De 1991 à 2017, il est l'un des responsables nationaux de la Confédération européenne des indépendants.
Depuis 2007, il fait partie de la Grande Famille mondiale du Liban.
En mars 2010, il remet le prix France-Soir (prix Jean Cabrol, Quinté Plus) à Thierry Duvaldestin, le driver et entraîneur de Piombino.
En juin 2010, il figure parmi les signataires de la pétition en soutien à Roman Polanski lancée au lendemain de l'arrestation du cinéaste en Suisse.

## Œuvres
- Hallier, chagrins d'amour, avec une contribution de François Roboth, Neva Editions,2024. (ISBN 978-2-35055-313-9)
- Hallier, tout feu tout flamme, avec une contribution de François Roboth, Neva Editions, 2023. (ISBN 978-2-35055-309-2)
- Hallier en roue libre, avec des contributions de François Roboth, Neva Editions, 2022. (ISBN 978-2-35055-305-4)
- Hallier, L'Edernel retour, avec des contributions de François Roboth, Neva Editions, 2021. (ISBN 978-2-35055-295-8)
- Hallier, L'Homme debout, avec des contributions de François Roboth, Neva Editions, 2020. (ISBN 978-2-35055-285-9)
- Hallier Edernellement vôtre, avec le témoignage d'Isabelle Coutant-Peyre et des contributions de François Roboth, Neva Éditions, 2019.  (ISBN 978-2-35055-273-6)
- Hallier ou l'Edernité en marche, avec une contribution de François Roboth, Neva Éditions, 2018,  (ISBN 978-2-35055-247-7)
- Improvisation so piano, avec le témoignage de Bruno Belthoise et des contributions de Jean-Louis Lemarchand et de François Roboth, Neva Éditions, 2017.  (ISBN 978-2-35055-228-6)
- Hallier, l'Edernel jeune homme, avec des contributions de Gabriel Enkiri et de François Roboth, Neva Éditions, 2016.  (ISBN 978-2-35055-217-0)
- 88 notes pour piano solo, avec des contributions d'Anne-Élisabeth Blateau, Jean-Louis Lemarchand et François Roboth, Neva éditions, 2015.  (ISBN 978-2-35055-192-0)
- Mohammed VI, le roi stabilisateur, Paris, Jean-Cyrille Godefroy, 2015, 229 p. (ISBN 978-2-86553-267-4)  — écrit avec la collaboration de Ramu de Bellescize, Pierre-Yves Rougeyron, Norma Caballero, François-Nils Thoren et Jean-Claude Martinez.
- Immobilier : allégez votre fiscalité, avec Pierre Thiollet, Vuibert, 2014.  (ISBN 978-2-311-01107-4)
- Piano ma non solo, avec les témoignages de Jean-Marie Adrien, Mourad Amirkhanian, Florence Delaage, Caroline Dumas , Virginie Garandeau, Jean-Luc Kandyoti, Frédérique Lagarde, Genc Tukiçi et des contributions de Daniel Chocron, Jean-Louis Lemarchand et François Roboth Anagramme éditions, 2012. (ISBN 978 2 35035 333-3)[36]
- Votre sexualité épanouie, avec Raoul Relouzat, collection Poche, Anagramme éditions, 2012. (ISBN 978 2 35035 372-2) (paru sous le titre Votre sexualité sans complexe, Anagramme éditions, 2002,  (ISBN 978 2 91457 107-4))
- Vaincre la migraine, avec Raoul Relouzat, Anagramme éditions, 2012 (3e éd). (ISBN 978-2-35035-343-2)
- Créer ou reprendre un commerce, avec une préface de Sophie de Menthon, Éditions Vuibert, 2011 (3e éd).  (ISBN 978-2-7117-6462-4)
- Vitamines et minéraux, collection Poche Santé, Anagramme éditions, 2011  (ISBN 978-2-35035-328-9) (collection Poche, Éditions Clairance, 2010  (ISBN 978 2 35469 053-3) ; collection Poche, Anagramme éditions, 2006 ; paru sous le titre La santé par les vitamines et les minéraux en 2003 et sous le titre Vitamines et minéraux : du tonus dans votre assiette en 2001, Anagramme éd.)
- Bodream ou rêve de Bodrum, avec des contributions de Francis Fehr et de François Roboth, Anagramme éditions, 2010  (ISBN 978 2 35035 279 4)
- Les Risques du manager, avec Azad Kibarian, collection Lire Agir, Éditions Vuibert, 2008.  (ISBN 2 7117 8734 6)
- Carré d'Art : Barbey d'Aurevilly, Lord Byron, Salvador Dalí, Jean-Edern Hallier, avec des contributions d'Anne-Élisabeth Blateau et de François Roboth, Anagramme éditions, 2008.  (ISBN 978-2-35035-189-6)
- Barbey d'Aurevilly ou le triomphe de l'écriture, avec des contributions de Bruno Bontempelli, Jean-Louis Christ, Eugen Drewermann et Denis Lensel, Éditions H & D, Paris, 2007 (1re édition : 2006).  (ISBN 2 91426 606 5)
- La Fiscalité immobilière pour tous, Vuibert, 2007 (3e édition)
- Le Droit au bonheur, collection Poche, Anagramme éditions, 2006 (paru sous le titre Savoir dire oui au bonheur en 2003)
- Savoir accompagner la puberté – Guide de conseils psychologiques à l'usage des parents d'adolescents, Anagramme, 2006
- Je m'appelle Byblos, avec une préface de Guy Gay-Para et des illustrations de Marcel Desban, H & D, 2005
- Sax, Mule & Co – Marcel Mule ou l'éloquence du son, illustrations de Marcel Desban, H & D, 2004
- Demain 2021 – Jean-Claude Martinez (entretiens), Godefroy de Bouillon, 2004
- Rêves de trains, Anagramme, 2003
- Je réussis mon entretien d'embauche, avec Marie-Françoise Guignard, dessins de Hoviv, Éditions Altigraph, 2003 (1re édition : Éditions Amarande, 1991 ; 2e édition : Amarande, 1993 ; 3e édition : Éditions Jean-Cyrille Godefroy, 1995)
- CV : les lettres clés de ma carrière, avec M-F Guignard, , Éditions Altigraph, 2003 (1re édition : Éditions Amarande, 1991 ; 2e édition : Amarande, 1993 ; 3e édition : Éditions Jean-Cyrille Godefroy , 1995)
- Combattre la douleur, avec R. Relouzat, Anagramme, 2002
- Le Guide de la Presse, ouvrage collectif, Alphom, 2002
- Les Dessous d'une Présidence, Anagramme, 2002
- Beau linge et argent sale – Fraude fiscale internationale et blanchiment des capitaux, Anagramme, 2002
- Bien préparer son départ à la retraite, Vuibert, 2002
- Les Placements gagnants, Anagramme, 2001
- La Copropriété mode d'emploi, Anagramme, 2001
- Le Fisc mode d'emploi — Tout ce que vous devez savoir sur l'Administration fiscale, Anagramme, 2001
- Héritage mode d'emploi, Anagramme, 2001
- Le Conjoint du professionnel libéral, Anagramme, 2001
- Rêves de chats, Anagramme, 2001
- Le Guide des SCPI-Sociétés civiles de placement immobilier, Axiome éditions, 2000
- Les baux sans peine, Axiome éditions, 1999
- Fisc-Immo : le grand duo, Axiome éditions, 1999
- La Vie plurielle, Axiome éditions, 1999
- La Pensée unique : le vrai procès, ouvrage collectif, avec notamment Philippe Tesson, Alain Griotteray, Françoise Thom, Michel Godet et Jean Foyer, Economica – Jean-Marc Chardon et Denis Lensel éditeurs, 1998  (ISBN 2-7178-3745-0).
- Le Chevallier à découvert, Laurens, 1998
- Histoire familiale des hommes politiques français, ouvrage collectif, avec une préface de Marcel Jullian, Archives et Culture, 1997
- Euro-CV — Votre nouveau passeport pour l'emploi, Top Éditions, 1997
- Les Noms de famille en France, ouvrage collectif, avec une préface de Jacques Dupâquier, Archives et Culture, 1996
- L'Art de réussir ses premières semaines en entreprise, avec le dessinateur Helbé, Éditions Nathan, 1996
- L'Anti-Crise — Le livre boussole pour affronter les turbulences professionnelles, avec M-F Guignard, Éditions Dunod, 1994
- Concilier vie privée et vie professionnelle, avec Laurence Del Chiaro, Nathan, 1993
- Réussir ses trois premiers mois dans un nouveau poste, avec M-F Guignard, Paris, Nathan, 1992 (traduit en portugais par Maria Melo, collection Biblioteca do desenvolivemento pessoal, Lisbonne, Publicações Europa-América, 1993)
- Le Guide du logement, Nathan, 1990
- L'Aventure des vacances, avec Monique Thiollet, Nathan, 1989
- Tout doit disparaître, entretiens sur le commerce et l'artisanat avec André Vonner, alors secrétaire général de la Confédération intersyndicale de défense et d'union nationale des travailleurs indépendants, puis de la Confédération européenne des indépendants, dessins de Mose, Seld/ Jean-Cyrille Godefroy, 1986
- Utrillo, sa vie, son œuvre, ouvrage collectif, Éditions Frédéric Birr, 1982